# Aspromonte

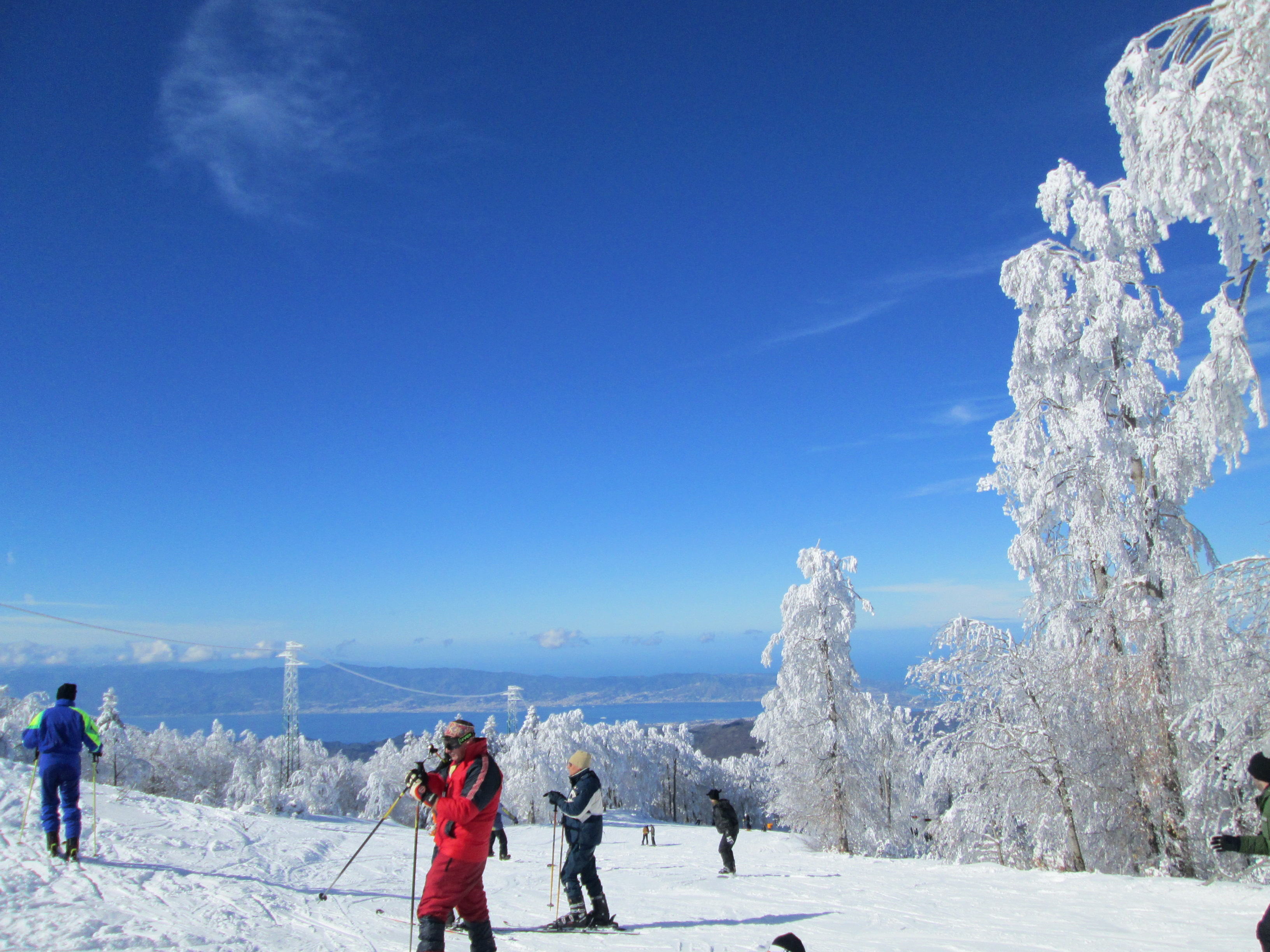
Lo stretto di Messina e la Sicilia visti dalla pista da sci di Gambarie

L'Aspromonte (in calabrese Asprumunti o Spremunti) è un massiccio montuoso dell'Appennino calabro, situato nella Calabria meridionale, nella città metropolitana di Reggio Calabria, limitato a oriente e a sud dal mar Ionio, a occidente dal mar Tirreno, accanto dallo Stretto di Messina, e a nord dal fiume Petrace e dalle fiumare di Platì e di Careri. Per numerosi studiosi il confine naturale della zona settentrionale è il Passo della Limina (822 m), ai piedi di Monte Limina (888 m) (il toponimo Limina, dal latino limen, indica il punto di confine, dove finisce il massiccio dell'Aspromonte (Parco nazionale dell'Aspromonte) e inizia la catena delle Serre calabresi).
L'Aspromonte costituisce un grande promontorio che si spinge verso sud, e forma la parte più meridionale della Penisola Calabra e dell'intera Penisola italiana.

## Etimologia
Il nome Aspromonte ha due possibili etimologie. Oltre al significato ovvio di "monte aspro" che ne descriverebbe la morfologia (ma ritenuta improbabile), l'altra possibilità è il significato di "monte bianco", dal termine greco bizantino aspro, che significa bianco (la Calabria fu bizantina e di lingua greca fino al xv secolo). Inoltre, alle sue pendici è insediata una delle ultime comunità di lingua grecanica, vale a dire dei greci che (come alcune comunità di albanesi), all'epoca tutti di religione ortodossa, si rifugiarono in Calabria e in altre regioni dell'Italia Meridionale quando gli Ottomani  conquistarono la Grecia e la penisola balcanica, nel 1453.

## Geografia

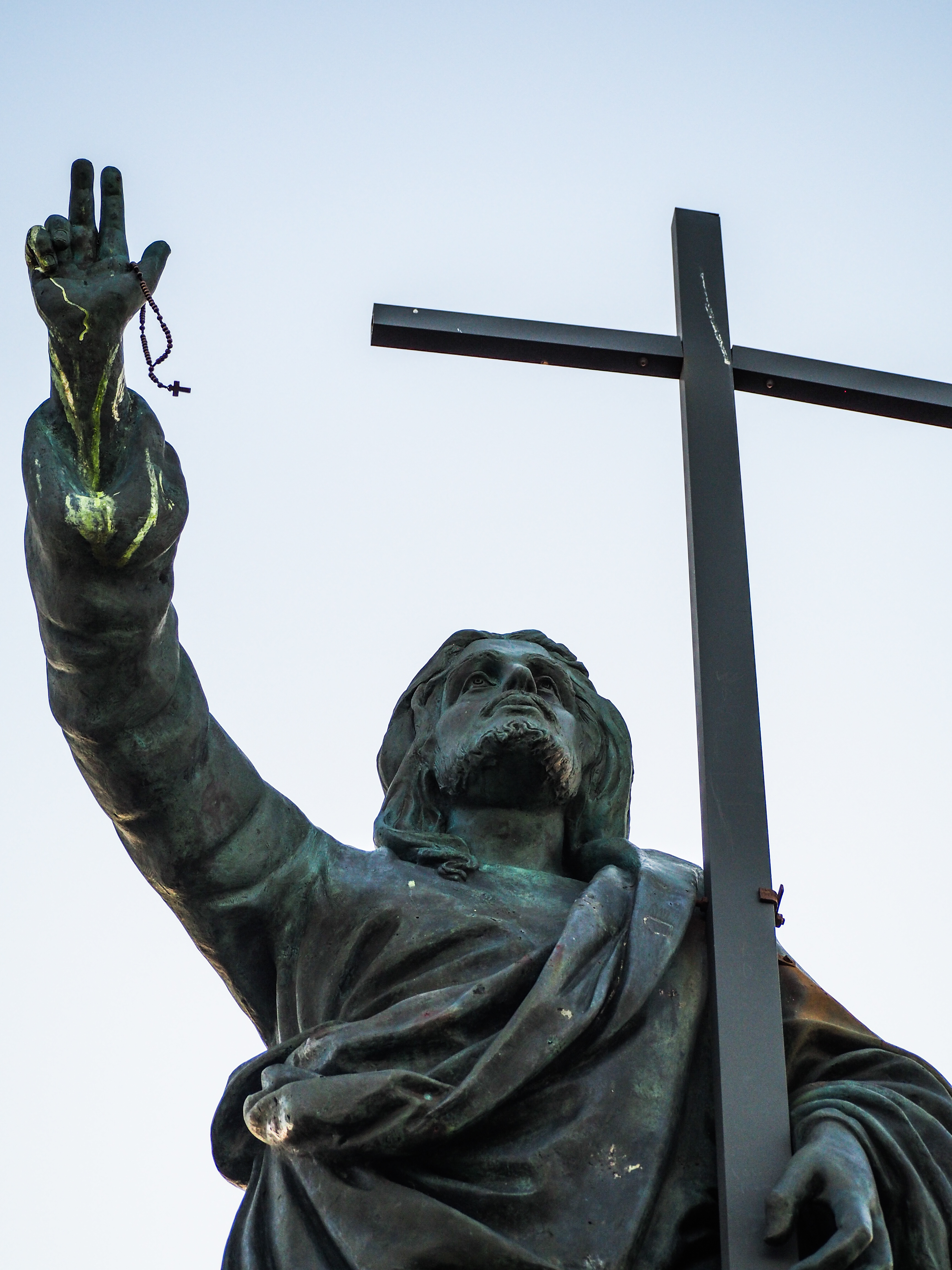
Statua del Cristo Redentore sulla cima del Montalto

La vetta più alta è il Montalto (1.956 m), di forme dolci, costituito da rocce arcaiche (gneiss e micascisti). Quasi tutti i contrafforti scendono ripidi verso il mare, cosicché la fascia costiera è molto ristretta. Caratteristico è lo sviluppo dell'Aspromonte a terrazze sovrapposte; se ne riconoscono quattro livelli, detti piani o campi.
La vegetazione è molto ricca e varia. Sul piano basale si riscontra la macchia mediterranea, con diversi consorzi floristici spesso unici, che diversifica molto rispetto all'esposizione. Sulla fascia jonica si trovano spesso formazioni xerofile, formate da ginestre spinose (Ulex europaeus) e ginestre da fibra (Spartium junceum), che convivono con il lentisco, il mirto, il perastro e, nelle aree umide, le tamerici.
Risalendo si formano macchie alte o boschi veri e propri, composti prevalentemente da roverelle e lecci. Nelle aree medie sono presenti il castagno e le pinete, le quali progressivamente, con il pino larìcio, si portano fino alle altezze maggiori, dove il faggio domina la copertura arborea. Nella zona litoranea predominano agrumi, vite, olivo e orticoltura; sotto i 1.000 m esistono boschi di quercia e leccio, sopra i 1.000 m il pino larìcio, l'abete bianco e il faggio.
A 1.311 m sorge la stazione sciistica di Gambarie, con flusso di turisti da Calabria e Sicilia. In un'impervia valle nel cuore dell'Aspromonte, nel comune di San Luca, si trova il Santuario della Madonna di Polsi, luogo di culto che, seppur difficile da raggiungere, diventa nei mesi estivi, specialmente a settembre, meta di turismo religioso.

## Ambiente

### Fauna
L'Aspromonte è casa di numerose specie animali: primo fra questi il lupo, la cui presenza oggi è accertata, nonostante per due decenni risultasse scomparso in Aspromonte; è inoltre diffuso il gatto selvatico, abile cacciatore di mammiferi e uccelli, il ghiro, e il piccolo driomio, attualmente presente soltanto in Calabria ed in Friuli. Comune nei boschi del Parco è lo scoiattolo meridionale, particolare per la colorazione nera della pelliccia, anziché marrone o rossa. Tra i mammiferi è possibile avvistare anche volpi, tassi e lepri. Alla fine del 2011, nell'ambito di uno specifico progetto di tutela della fauna selvatica dell'Aspromonte, sono stati reintrodotti 75 individui della sottospecie italica di capriolo, riportando in natura una specie assente da questi territori da circa un secolo.
Il parco d'Aspromonte ospita anche rettili, tra cui la vipera, il cervone, ed il ramarro occidentale. Importante presenza è quella della testuggine di Hermann, animale antichissimo dalla colorazione giallastra con macchie nere.Tra gli anfibi, oltre alle specie più comuni, possiamo trovare la salamandra pezzata, la salamandrina e l'ululone appenninico, inconfondibile per la particolare colorazione ventrale giallo-arancio.
Numerosi anche gli invertebrati che popolano l'Aspromonte: di notevole valore conservazionistico è l'accertata presenza di coleotteri saproxilici di interesse comunitario come Rosalia alpina o Osmoderma italicum. Tra le altre specie che impreziosiscono l'Aspromonte c'è anche la minacciata Parnassius apollo, specie fortemente legata alle aree aperte di alta quota caratterizzate da specie erbacee del genere Sedum. I numerosi corsi d'acqua dell'Aspromonte ospitano inoltre trote e granchi di fiume.

## Storia

Bosco Percorso Vita (Gambarie)

Nel 1862, a seguito della questione romana, in cui sembrava che il governo italiano volesse tenere un basso profilo, giustificato dagli accordi con Napoleone III protettore del papa, Garibaldi tentò di arrivare a Roma con 3.000 volontari. Ma la risoluta reazione dei francesi costrinse Urbano Rattazzi ad intervenire e a mandare il generale Enrico Cialdini a fermare Garibaldi.
A pochi chilometri da Gambarie, il 29 agosto 1862, si svolse lo scontro, nel corso del quale Garibaldi fu ferito e preso prigioniero insieme con i suoi seguaci, alcuni dei quali vennero fucilati. Garibaldi fu condotto all'ospedale militare del Varignano, presso La Spezia, per esservi curato e, dopo la guarigione, gli venne concesso di tornare alla sua residenza di Caprera.
Nella località del comune di Sant'Eufemia d'Aspromonte, dove l'eroe fu ferito, si trovano un mausoleo con un suo busto e delle lapidi che lo ricordano ed è indicato l'albero che, secondo la tradizione, è quello dove egli si appoggiò ferito. Al Museo del Vittoriano a Roma sono conservati i cimeli dell'episodio (lo stivale forato e la pallottola).

### Seconda guerra mondiale

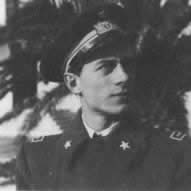
Giuseppe Cenni, il leggendario asso della 2ª Guerra Mondiale, morì sul torrente Bonamico.

Durante la Seconda guerra mondiale il cielo dell'Aspromonte fu protagonista, il 4 settembre 1943, di uno scontro drammatico tra i piloti italiani della Regia Aeronautica e quelli Alleati e che vide l'epilogo a San Luca. L'armistizio era stato firmato il giorno prima ma fino all'8 settembre non venne reso noto. I piloti del 5º Stormo Tuffatori, guidati dal giovanissimo e leggendario asso Giuseppe Cenni, dopo aver sganciato il loro carico bellico contro i mezzi Alleati, che stavano invadendo la Calabria, furono intercettati dai velocissimi caccia Spitfire. Il Comandante Cenni, che era solito restare dietro, in copertura dei suoi uomini, fu attaccato da 5 caccia: cercò di trovare scampo a volo radente sull'Aspromonte ma fu sopraffatto dal numero. Il suo Re.2002 si schiantò sul letto del torrente Bonamico nel Comune di San Luca. Cenni aveva solo 28 anni e sul petto una Medaglia d'Oro e 6 d'argento al Valor Militare, Croce di Ferro tedesca di 2ª classe e 2 promozioni per merito di guerra.
I resti del corpo di Cenni vennero raccolti e restarono sepolti presso il cimitero di San Luca per molti anni fino a quando, circa nel '48, furono traslati presso il cimitero di Parma. Dal 1996 un monumento sul lungomare di Reggio Calabria ricorda il sacrificio del Comandante Cenni e quel 4 settembre 1943.

## Letteratura
L'Aspromonte è l'ambientazione del racconto iniziale del Ciclo carolingio: Chanson d'Aspremont.

## Cinema
Nel 2012 viene prodotto il film Aspromonte del regista Hedy Krissane.
Nel 2019 viene prodotto il film Aspromonte – La terra degli ultimi dal registra Mimmo Calopresti.